# Le Mesnil (Manche)
Le Mesnil település Franciaországban, Manche megyében. Lakosainak száma 204 fő (2022. január 1.). Le Mesnil Fierville-les-Mines, Saint-Georges-de-la-Rivière, Saint-Maurice-en-Cotentin és Port-Bail-sur-Mer községekkel határos.

## Népesség
A település népességének változása:
| Lakosok száma | 147  | 148  | 150  | 186  | 211  | 217  | 219  | 220  | 220  | 204  |
|               | 1968 | 1982 | 1990 | 2006 | 2013 | 2015 | 2017 | 2019 | 2020 | 2022 |